# Brezany
Brezany este o comună slovacă, aflată în districtul Žilina din regiunea Žilina. Localitatea se află la altitudinea de 381 m deasupra n.m., se întinde pe o suprafață de 3,66 km2 și în 2017 număra 629 de locuitori.

## Istoric
Localitatea Brezany este atestată documentar din 1393.

## Demografie
| An:                | 1994 | 2004   | 2014    | 2024    |
| ------------------ | ---- | ------ | ------- | ------- |
| Număr de persoane: | 487  | 459    | 597     | 692     |
| Diferență:         |      | −5,74% | +30,06% | +15,91% |

| An:                | 2023 | 2024   |
| ------------------ | ---- | ------ |
| Număr de persoane: | 705  | 692    |
| Diferență:         |      | −1,84% |